# Oxögat (Mattmars socken, Jämtland)
Oxögat är en sjö i Åre kommun i Jämtland och ingår i Indalsälvens huvudavrinningsområde.